# 季季莫蒂洪
季季莫蒂洪（希臘語：Διδυμότειχο），又译为季季莫蒂霍，是希腊东马其顿和色雷斯大区埃夫罗斯专区的市镇，行政中心为季季莫蒂洪镇。坐落在斯維倫格勒東南方的平原上，位於土耳其城市埃迪爾內南面與烏尊克普呂以西，距離海港亞歷山德魯波利斯約90公里處。市鎮面積為565.4平方公里，2021年人口数量为16,060人。
现今范围的市镇设立于2011年地方政府改革中，由原两个市镇（季季莫蒂洪和迈塔克萨泽斯）合并而成，原市镇则成为此市镇的两个市区。季季莫蒂洪市区（即原季季莫蒂洪市镇）的面积为354.134平方公里，2021年人口数量为13,673人。

## 人口数据
| 年份 | 同名市区 | 整个市镇 |
| ---- | -------- | -------- |
| 1991 | 19,450   | –        |
| 2001 | 18,998   | –        |
| 2011 | 16,078   | 19,493   |
| 2021 | 13,673   | 16,060   |